# Acrocercops galeopa
Acrocercops galeopa är en fjärilsart som beskrevs av Edward Meyrick 1908. Acrocercops galeopa ingår i släktet Acrocercops och familjen styltmalar. Inga underarter finns listade i Catalogue of Life.